# قلعه ممکا
قلعه ممکا، روستایی از توابع بخش مرکزی شهرستان کیار در استان چهارمحال و بختیاری ایران است.

## مردم
مردم این روستا لرتبار و از ایل بختیاری می باشند که به گویش لری بختیاری سخن می گویند

## جمعیت
این روستا در دهستان کیارغربی قرار دارد و براساس سرشماری مرکز آمار ایران در سال ۱۳۹۰، جمعیت آن ۷۶۸نفر (۲۳۴خانوار) بوده‌است.
در گذشته در این روستا ارامنه نیز زندگی می‌کردند که هم‌اکنون گورستان ارامنه آن جزو میراث فرهنگی به ثبت رسیده است.